# Moteb Al-Harbi
Moteb Al-Harbi (en árabe: متعب الحربي‎; 19 de febrero de 2000) es un futbolista saudí que juega en la demarcación de lateral izquierdo para el Al-Hilal Saudi F. C. de la Liga Profesional Saudí.

## Selección nacional
Tras jugar con la selección de fútbol sub-20 de Arabia Saudita y la sub-23, finalmente hizo su debut con la selección absoluta el 1 de diciembre de 2021 en un encuentro de la Copa Árabe de la FIFA 2021 contra Jordania que finalizó con un resultado de 0-1 a favor del combinado jordano tras el gol de Mahmoud Al-Mardi.

## Clubes
| Club                 | País           | Año       | Partidos | Goles |
| -------------------- | -------------- | --------- | -------- | ----- |
| Al-Shabab Club       | Arabia Saudita | 2020-2024 | 114      | 5     |
| Al-Hilal Saudi F. C. | Arabia Saudita | 2024-     | 2        | 0     |